# Калікст Кшижановський
Калікст Ян Кшижановський (іноді Крижановський, пол. Kalikst Jan Krzyżanowski, 1890, Львів — після 7 лютого 1935) — польський галицький архітектор.

### Роботи
- проєкт реконструкції синагоги «Хасидим Шуль» у Львові (1883)[2]
- проєкт костелу Непорочного Зачаття Пречистої Богородиці (нині церква святого Миколи,[3] УПЦКП) у Белзі, нині Львівська область (1926)[4]
- проєкт чотириповерхового будинку кредитної каси для друкарів та ідентичних спеціальностей «Допомога» в подвір'ї будинку на вулиці Пекарській № 18/20 у Львові[1]
- має стосунок до проєктування будинку № 18 на вулиці Пекарській у Львові.[1]